# 보컬로이드 4
보컬로이드 4(영어: VOCALOID 4)는 노래 음성 합성 애플리케이션이며, 보컬로이드 시리즈에서 보컬로이드 3의 후속작이다. 보컬로이드 4 이후의 버전은 보컬로이드 5이다.

## 역사
2014년 10월, 보컬로이드 4 엔진으로 확인된 첫 보컬로이드는 영어 보컬 루비였다. 새로운 엔진에서 출시될 수 있도록 출시가 연기되었다. OS X용 큐베이스의 보컬로이드 4 버전도 출시되었다. 모든 AH-Software 보컬은 업데이트된 패키지를 받을 것이라고 발표되었고, VY1v4도 마찬가지였다. AH-Software 보컬로이드 2 보컬의 업데이트는 2015년 윈도우 10이 출시되고 보컬로이드 2 소프트웨어에 미칠 수 있는 영향과 관련이 있다.
보컬로이드 4 엔진은 보컬로이드 2 및 보컬로이드 3 보컬을 가져오는 것을 허용하지만, 보컬로이드 2 보컬은 이 기능을 사용하려면 이미 보컬로이드 3으로 가져와야 한다. 새 엔진에는 다른 기능들도 포함되어 있지만, 보컬로이드 2 및 보컬로이드 3 보컬은 모두 사용할 수 없다. 새로운 기능 중 하나는 보컬로이드 4용으로 제작된 보컬이 노래 결과에서 으르렁거리는 속성을 가질 수 있도록 하는 그로울 기능이다. 또한 크로스-신시스가 추가되어 사용자가 시간 가변 매개변수를 사용하여 같은 언어로 제작된 캐릭터의 두 보컬 사이를 원활하게 전환할 수 있다. 이 기능은 보컬로이드 3 및 보컬로이드 4 보컬을 사용할 때 액세스할 수 있지만 보컬로이드 2에서는 사용할 수 없다. 크로스-신시스는 같은 캐릭터의 보컬에서만 작동하여 VY1v4와 같은 패키지는 가능하지만 아논 및 카논과 같은 패키지는 사용할 수 없다. 포함된 또 다른 기능은 모든 가져온 보컬이 사용할 수 있는 피치 렌더링이다. 이는 사용자 인터페이스에 효과적인 피치 곡선을 표시한다. 마지막으로, 실시간 입력이 이 버전에 포함되었으며 모든 보컬이 사용할 수 있는 또 다른 기능이다. 보컬로이드 3에서 만든 VSQX 파일은 보컬로이드 4에서 작동하지만, 반대로 로드하면 데이터가 손실된다.
보컬로이드 3, 보컬로이드 3 Editor, Vocaloid Editor for Cubase 또는 VY1v3를 구매한 일본 사용자를 위해 야마하는 각 소프트웨어에 대한 무료 업그레이드를 제공하였다. 2014년 11월 10일 이후 편집기를 구매한 사람들에게도 2015년 6월까지 무료 업그레이드가 제공되었다. 그러나 매킨토시에서 보컬로이드를 사용하고 싶어하는 사람들에게는 큐베이스용 보컬로이드 에디터만 옵션으로 제공되었으며, 일반적인 보컬로이드 4 적용으로서 맥에서 보컬로이드 에디터를 사용하는 것은 제공되지 않았다.
크로스-신시스 기능의 주요 특징 중 하나는 어떤 보컬을 혼합하느냐에 따라 매우 다른 결과를 낼 수 있다는 점이다. Megpoid V4의 두 보컬 "Native"와 "NativeFat"은 큰 차이를 만들지 않는다. 그러나 Megpoid V4 보컬 "Power"와 "Sweet"을 혼합하면 이 기능은 매우 다른 결과를 만들어낸다.
처음 출시되었을 때, 중국어, 한국어 또는 스페인어 보컬로이드 3 보컬을 완전히 사용할 수 있었음에도 불구하고 일본어 또는 영어로만 사용할 수 있었다. 이는 원래 보컬로이드 소프트웨어가 작동하는 방식과 유사했는데, 인터페이스는 영어로만 제공되었지만 다른 언어용 보컬이 있었기 때문이다. 보컬로이드 4의 출시에도 불구하고 중국어 보컬 위에정 링과 잔인 로라는 보컬로이드 3용으로 출시될 목적으로 개발되었다.
보컬 사이버 디바의 경우, 일부 장기 버그가 수정되었고 발음이 해결되었다. 영어 보컬 라이브러리는 이제 새로운 더 짧고 효과적인 스크립트를 사용한다. 가장 큰 사용자 정의 라이브러리가 보컬용으로 만들어졌는데, 이는 해결된 사전 프록시 문제로 이어졌다. 특정 음성 기호의 잘못된 레이블 지정으로 인해 과거에 제작된 모든 영어 보컬은 특정 기호에 잘못된 소리가 할당된 것으로 보고되었는데, 이는 새로운 스크립트로 해결되었다.
보컬로이드 4의 여러 버전이 출시되었다. 편집기의 모바일 버전은 2015년에 출시되었다. 소프트웨어의 또 다른 버전은 Unity with Vocaloid 형태로 제공되었는데, 이는 Unity 엔진 내에서 실시간으로 보컬을 합성할 수 있도록 하는 엔진 버전이었다.
보컬로이드 4는 켄모치 히데키가 2015년 1월 30일 은퇴를 발표한 후 출시된 마지막 버전이다. 보컬로이드는 계속해서 개발되었다. 켄모치 히데키는 이시카와 카츠미로 교체되었다.
보컬로이드 4 외에도 이 소프트웨어 자체는 2012년에 처음 발표된 보컬로이드 키보드에서도 사용되었지만, 키보드 시제품은 2015년 중반에 마침내 공개되었지만 상업적으로 출시되지는 않았다.

## 제품

### VY1v4
VY1 제품의 최신 버전인 VY1v4는 "Natural", "Normal", "Power", "Soft"의 4가지 음성을 포함한다. VY1v4는 2014년 12월 17일에 PC 및 Mac 운영 체제용으로 출시되었다. 이전 버전을 구매한 사람들에게는 보컬로이드 상점에서 제공되는 업그레이드 할인이 제공되었다.

### 사이버 디바
사이버 디바는 2015년 2월 4일에 출시된 미국식 악센트의 여성 보컬이다.
이 보컬의 한 버전은 모바일 보컬로이드 에디터 앱에도 추가되어, 출시 당시 해당 앱의 첫 번째 영어 보컬이자 한동안 영어 앱의 유일한 보컬이 되었다. 그럼에도 불구하고, 앱은 출시 당시에도 일본어 인터페이스를 사용하고 있었다.

### 유즈키 유카리 V4
보컬로이드 3 제품 "유즈키 유카리"의 업데이트 버전인 이 업데이트는 2015년 3월 18일에 출시되었으며, "Jun", "Onn", "Lin"의 세 가지 보컬을 포함한다. "Jun"은 이전 보컬을 충실히 재현한 것이고, "Onn"은 부드러운 유형의 보컬이며, "Lin"은 파워 유형의 보컬이다. 보컬은 개별적으로 또는 완전한 패키지로 구매할 수 있다. 또한, 세 가지 보컬 모두 Unity with Vocaloid 버전으로 출시될 것이라고 발표되었다.
세 가지 보컬 모두 모바일 보컬로이드 에디터 앱에도 개별적으로 판매되었다.
유즈키 유카리 보이스는 나중에 보컬로이드 키보드로 개발되었다.

### 메구리네 루카 V4X
보컬로이드 2 제품 메구리네 루카의 업데이트로 2015년 3월 19일 PC와 Mac 모두에서 출시되었다. 이 제품에는 "Soft"와 "Hard" 두 가지 일본어 보컬과 EVEC 기능, 그리고 "Straight"와 "Soft" 두 가지 영어 보컬이 포함되어 있다. EVEC 시스템은 일본어 보컬 "Soft_EVEC"와 "Hard_EVEC"의 톤을 9가지 추가 일본어 톤("Power 1", "Power 2", "Native", "Whisper", "Dark", "Husky", "Soft", "가성", "Cute")으로 변경할 수 있는 옵션을 추가한다. "SOFT_EVEC" 및 "Hard EVEC"는 크로스-신시스에 사용할 수 있어 루카에게 일본어용으로 4가지, 영어용으로 2가지의 XSY 보컬을 제공한다. 이 보컬은 호흡을 기반으로 한다.

### 가쿠포이드 V4
V3 가쿠포이드 제품의 업데이트는 2015년 3월 31일에 발표되었고 2015년 4월 30일에 출시되었다.

### 네코무라 이로하 V4
보컬로이드 2 제품의 업데이트이다. 음성에는 "Natural"과 "soft" 두 가지 라이브러리가 포함되어 있다. 2015년 6월 18일에 출시되었다.

### SF-A2 miki V4
보컬로이드 2 제품의 업데이트이다. 2015년 6월 18일에 출시되었다.

### V4 Flower
보컬로이드 3용으로 출시된 V Flower 보컬의 업데이트이다. 2015년 7월 16일 출시되었다. 이전 버전의 구매자들에게는 보컬로이드 상점에서 포함된 업그레이드 할인이 제공되었다.

### 사치코
사치코는 야마하의 일본 여성 보컬로이드로, 2015년 7월 27일에 출시되었다. 음성 배우는 엔카 가수 코바야시 사치코이다. 보컬로이드 4용으로 Sachikobushi라는 특수 플러그인이 함께 제공된다. 이 플러그인은 VSQx 파일을 조정하여 코바야시의 음성처럼 들리게 한다.
이 보컬은 나중에 모바일 보컬로이드 에디터 앱에도 추가되었다.

### ARSloid
ARSloid는 2015년 6월에 발표되었고, 2015년 9월 23일에 출시되었다. 아르스마그나의 가수 카노 아키라를 기반으로 한 남성 보컬이다. 이 제품은 "Original", "Soft", "Bright"의 세 가지 보컬을 제공하여 크로스-신시스를 사용할 수 있다.

### 루비
독립 개발자 프린스 쇼가 보카톤의 앤더스와 협력하여 개발하고 파워FX 시스템즈 AB가 배포한 미국 여성 영어 보컬로 2015년 10월 7일에 출시되었다.

### 카아이 유키 V4
2015년 10월 29일에 출시된 보컬로이드 2 제품의 업데이트. 이 제품에는 보컬 라이브러리를 완성하는 데 필요한 새로운 샘플을 만들기 위해 새로운 성우가 사용되었다.

### 히야마 키요테루 V4
보컬로이드 2 제품의 업데이트로 "Natural" 및 "rock" 보이스뱅크를 포함하며 2015년 10월 29일에 출시되었다.

### 메그포이드 V4
메그포이드 소프트웨어의 업데이트. 이 패키지에는 총 10개의 보컬이 있으며, 처음 5개인 Native, Adult, Whisper, Sweet, Power는 이전 Vocaloid3 버전의 업데이트이다. 나머지 5개는 새로운 보컬이며 Nativefat, MellowAdult, PowerFat, NaturalSweet, SoftWhisper로 구성된다. 메그포이드 V4는 10개의 보컬이 모두 포함된 완전 패키지 또는 각 패키지에 한 쌍의 보컬이 포함된 5가지 개별 패키지 중 하나로 출시되었다.
5가지 패키지는 다음과 같다.
- Native, "Native" 및 "NativeFat" 보컬 포함
- Adult, "Adult" 및 "MellowAdult" 보컬 포함
- Power, "Power" 및 "PowerFat" 보컬 포함
- Sweet, "Sweet" 및 "NaturalSweet" 보컬 포함
- Soft, "Soft" 및 "SoftWhisper" 보컬 포함

각 패키지에 제공되는 보컬은 특히 크로스-신시스에 적합하도록 설계되어 "Native" 및 "NativeFat"과 같은 최고의 결과를 산출한다. 그러나 다른 패키지의 보컬과 함께 이 기능을 사용하면 매우 다른 결과를 얻을 수 있다. 따라서 "Power"와 "Sweet"을 혼합하는 것은 거의 완전히 다른 보컬 라이브러리와 동일할 것이다.
2015년 11월 5일 출시되었다.
이 음성은 보컬로이드 키보드 시제품에도 사용되었다.
메그포이드 영어 버전도 현재 업데이트가 고려 중이다. 개발 일정은 아직 잡히지 않았지만 2016년 또는 2017년에 시작될 것으로 예상된다.

### Dex
덱스는 Zero-G의 남성 미국식 보컬로이드이며, 데이나의 파트너로, 사냥개 테마와 팝 지향을 기반으로 한다. 2015년 3월, Zero-G는 5월 말까지 미국 남성 및 여성 보컬로이드 4를 출시하기를 희망한다고 밝혔지만, 지연으로 인해 덱스의 출시가 2015년 11월 20일로 미뤄졌다.
덱스는 맥 버전 소프트웨어용으로도 판매되었으며, 이는 Zero-G 보컬로이드 소프트웨어로서는 처음이었다.

### Daina
다이나는 Zero-G의 여성 미국식 보컬로이드이며 덱스의 파트너 보컬이다. 여우 테마를 기반으로 하며 팝 지향이다. 2015년 11월 20일 출시되었다.
다이나는 덱스와 함께 맥 버전 소프트웨어용으로도 판매되었으며, 이는 Zero-G 보컬로이드 소프트웨어로서는 처음이었다.

### 라나 V4
라나는 "The Voc@loid M@ster 33" 행사에서 업그레이드가 발표되었다. "Rana Experience" 부스를 방문한 첫 100명에게는 라나 V4 조기 액세스 기회가 주어졌다.
라나의 보컬로이드 4 버전은 2015년 12월 1일에 출시되었다. 이 음성은 그로울 기능이 추가된 것을 제외하고는 보컬로이드 3 버전과 동일하다. 잡지 '보컬로이드 P가 되고 싶다'(ボカロPになりたい！) 버전의 30개호를 모두 등록한 사람들에게는 보컬로이드 상점에서 업그레이드 할인이 제공되었다.

### 카가미네 린/렌 V4X
보컬로이드 2 제품 "카가미네 린/렌"의 업데이트는 2015년 3분기에 PC 및 Mac용으로 출시되었다. 또한, 두 보컬 모두 영어 보이스뱅크가 함께 제공된다. 2015년 8월 31일, 그들의 홈페이지가 공개되어 "V4X" 상태와 E.V.E.C. 사용을 확인했다.
이 패키지는 오리지널 보컬로이드 2 Append 보컬("Power", "Warm", "Sweet" for 린, "Power", "Cold", "Serious" for 렌)의 개선된 업데이트를 포함한다. E.V.E.C.는 이전 루카 패키지와 달리 "Power" 보컬에서만 가능하며, "Soft" 및 "Power" 옵션만 제공된다.
주요 패키지 외에 카가미네 린과 렌을 위한 별도의 영어 보컬 패키지가 제작되었다. 이 패키지에는 영어 제작을 위한 자연스러운 보컬이 포함되어 있다. 현재 확장 팩으로 판매되며, 카가미네 린/렌 V4X 패키지와 함께 묶음으로 판매되거나, Vocaloid4 엔진의 "라이트" 버전만 포함된 단독으로 판매된다.
루카의 영어 보컬과 카가미네 렌의 영어 보컬 사이의 유사성에 대한 많은 언급이 있었다. 카가미네 린과 카가미네 렌의 영어 보컬은 모두 일본어 사운드보다 부드럽고 덜 선명하다.
출시일은 2015년 12월 24일이다.

### 하츠네 미쿠 V4X
2015년 8월 31일, 하츠네 미쿠 업데이트의 제목이 공개되었다. 2016년 8월 31일, 오리지널 보컬로이드 2 출시 9년 후에 출시되었다. 메구리네 루카 V4X 및 카가미네 린/렌 V4X와 마찬가지로 E.V.E.C. 기능을 가지고 있다. "Original", "Solid", "Dark", "Soft", "Sweet", "English", "Chinese"의 7가지 보이스뱅크가 있다. "Original", "Solid", "Soft"는 E.V.E.C. 컬러와 Power~Soft를 포함한다. 영어 보이스뱅크는 은퇴한 어펜드인 "vivid"와 "Original"의 혼합을 닮도록 의도되었다. 따라서 이전 영어 보컬과 현저하게 다르다. 번들로 구매하거나, V3 출시 및 카가미네 린/렌 V4X와 유사하게 별도로 구매할 수 있다.

### Uni
유니는 ST MEDiA가 개발한 한국인 여성 보컬로이드로 2017년 2월에 출시되었다. "Power"와 "Soft" 두 가지 확장 보컬이 개발 중이었고, 이 확장 작업이 완료된 후 영어 패키지가 계획되었다. ST MEDIA는 이러한 보이스뱅크에 대한 어떤 정보도 제공하지 않았으며, 취소된 것으로 추정된다.

### Cyber Songman
사이퍼 디바를 위한 보완적인 남성 보컬로, 2016년 10월에 출시되었다.

### 도호쿠 즌코 V4
도호쿠 즌코의 보컬로이드 4 업데이트는 2016년 10월 27일에 출시되었다.